# Hosapatna, Honavar
Hosapatna là một làng thuộc tehsil Honavar, huyện Uttar Kannad, bang Karnataka, Ấn Độ.